# Trittico della Madonna
Il Trittico della Madonna è un dipinto, tempera su tavola (pannello centrale 127x48 cm, pannelli laterali 103x45, lunetta 59x170) di Giovanni Bellini e altri pittori, databile al 1464-1470 e conservato nelle Gallerie dell'Accademia a Venezia.

## Storia
Quattro trittici (di San Sebastiano, di San Lorenzo, della Madonna e della Natività), vennero realizzati tra il 1464 e il 1470 circa per la chiesa di Santa Maria della Carità a Venezia, che era stata ricostruita a metà del secolo e i cui altari erano stati eretti tra il 1460 e il 1464.
Le opere vennero smontate e ricomposte in epoca napoleonica, venendo destinati alle Gallerie dell'Accademia, con attribuzione originaria ai Vivarini.

## Descrizione e stile
I tre scomparti inferiori mostrano altrettanti santi a piena figura: la Madonna col Bambino, san Girolamo e san Ludovico di Tolosa. In alto, nella lunetta, si trova una Pietà tra due angeli volanti, con un lungo sarcofago da cui si leva il Cristo.
Questi trittici, ideati probabilmente da Jacopo Bellini, vennero realizzati a più mani, tra cui quella di Giovanni su solo una. Il contributo di quest'ultimo si rileva soprattutto nei santi del polittico di San Sebastiano e sono un importante precedente per quello che sarà la sua prima grande prova individuale, il polittico di San Vincenzo Ferrer.